# Kismuzsla
Kismuzsla (szlovákul Malá Mužla) Muzsla településrésze Szlovákiában, a Nyitrai kerületben, az Érsekújvári járásban. 2001-ben Muzsla 1937 lakosából 1640 magyar és 268 szlovák volt.

## Fekvése
Párkánytól 10 km-re nyugatra fekszik.

## Története
A falu területén kezdetben az esztergomi érsekség majorja állt, melyet 1459-ben említenek. 1572-ben pusztaként említik. Később benépesült, de felégette a török.
A trianoni békeszerződésig területe Esztergom vármegye Párkányi járásához tartozott.

## Külső hivatkozások
- Községinfó
- Kismuzsla Szlovákia térképén
- Alapinformációk
- E-obce.sk Archiválva 2012. május 1-i dátummal a Wayback Machine-ben